# Inquisición pontificia

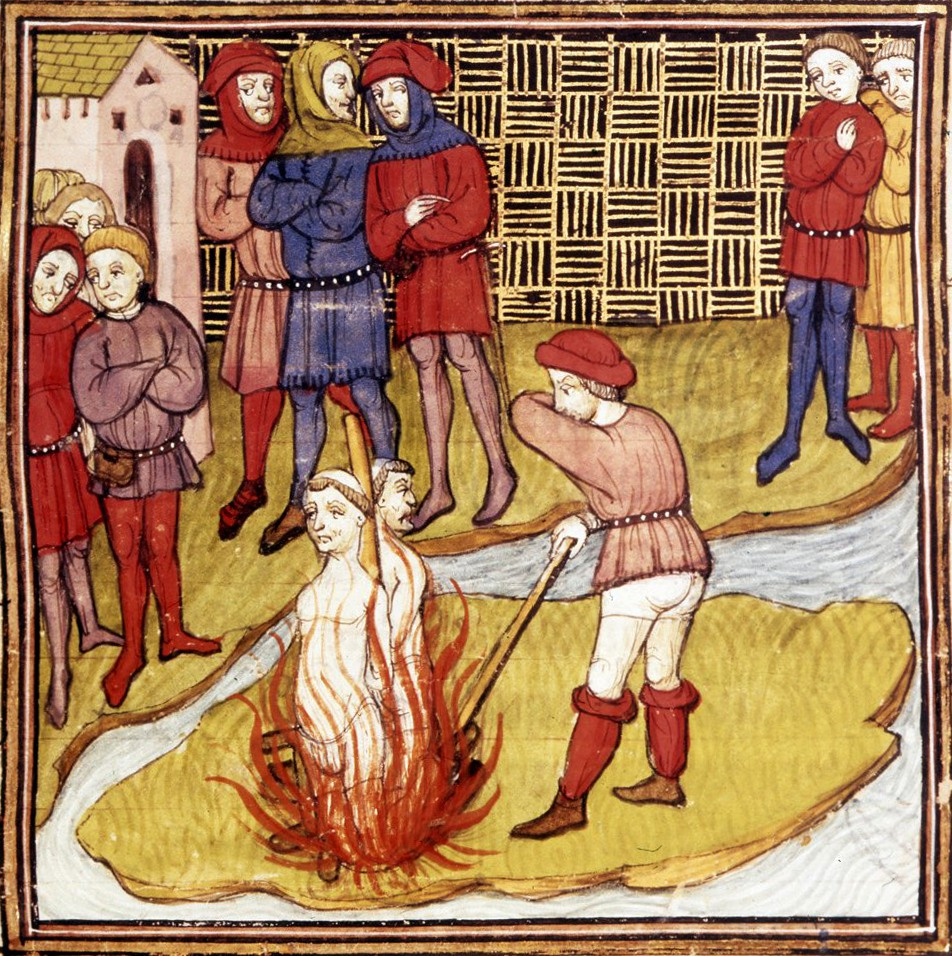
Templarios condenados a la hoguera por la Inquisición

La Inquisición pontificia o Inquisición papal fue una institución eclesiástica judicial creada por el papa Gregorio IX en 1231-1244 para perseguir la herejía y que estaba bajo su autoridad directa. Sustituyó a la inquisición episcopal creada cincuenta años antes y llamada así porque la persecución de los herejes correspondía a los obispos de cada diócesis.Esta hace parte también de lo que se constituiría como la Inquisición en la Edad Media, distinta de la Inquisición de la Edad Moderna cuyo modelo lo constituyó la inquisición española, que a diferencia de la medieval estaba bajo la autoridad de los Reyes Católicos en quienes el papa había delegado en todo lo referente a la herejía en los dominios de su Monarquía.

## Antecedentes
Desde el Bajo Imperio Romano una serie de delitos eclesiásticos fueron convertidos en delitos públicos. Entre ellos se encontraban los actos contra las iglesias o contra el clero, la apostasía y la herejía. Esta última era el «crimen» más importante y el emperador y sus jueces estaban obligados a actuar contra ella. Una constitución del año 387, mandaba que «todos los jefes de los maniqueos fueran quemados con sus libros, y sus discípulos condenados a muerte o a trabajos forzados en las minas». En los siglos siguientes la Iglesia apeló constantemente a los tribunales seculares para que la persiguiera, teniendo en cuenta la prohibición establecida por el derecho canónico de que los tribunales eclesiásticos dictaran condenas que supusieran el derramamiento de sangre. Por ejemplo el papa Calixto II en el Concilio de Tolosa de 1119, o el papa Inocencio II en el concilio de Letrán de 1139 hicieron sendos llamamientos a los príncipes cristianos para que lucharan contra las nuevas sectas.
La jurisdicción sobre la herejía correspondía a los obispos quienes condenaban a los herejes declarados o descubiertos por algún medio con la expulsión de la diócesis o con la excomunión. En 1184 el papa Lucio III promulgó la decretal Ad abolendam en la que ordenó que se establecieran tribunales episcopales en toda la Cristiandad Latina que se ocuparan de la herejía. En esta inquisición episcopal, «refrendada en el Sínodo de Verona de 1184 por el papa Lucio III y el emperador Federico I Barbarroja, actuaban únicamente el obispo y la autoridad civil de cada diócesis; se buscaba a los posibles herejes y de ser hallados culpables, se les aplicaba la excomunión y el bando imperial con el destierro y la confiscación de bienes; no se admitía todavía la pena de muerte».

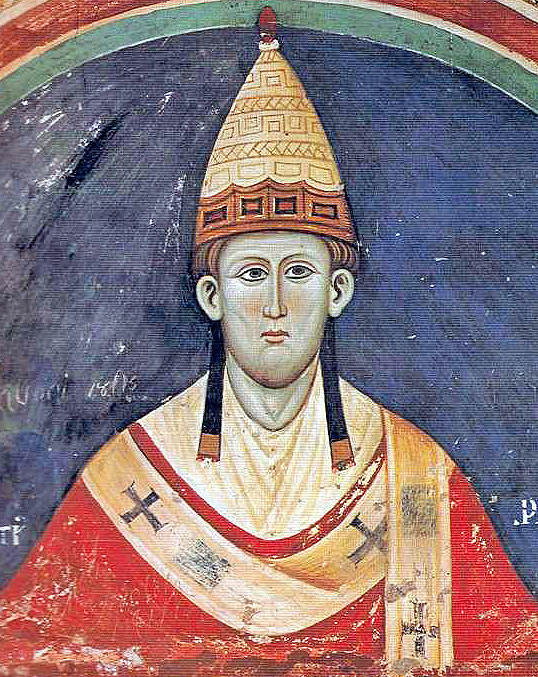
El papa Inocencio III. Monasterio de Subiaco, Roma

Sin embargo, algunos príncipes cristianos que atendieron la llamada de la Iglesia para luchar contra la herejía, la aplicaron. En 1166 el rey Enrique II de Inglaterra ordenó marcar en la frente con un hierro al rojo vivo a treinta herejes y, después de azotarlos en público, que los echaran al campo para que murieran de frío. En 1197 el conde de Barcelona y rey de Aragón Pedro II de Aragón promulgó en Gerona una durísima ordenanza antiherética en la que mandaba quemar vivos a los herejes que se negaran a abandonar sus dominios.
En 1199 el papa Inocencio III, que sustituyó el título tradicional del papa de vicario de Pedro por el de vicario de Cristo afirmando así su autoridad soberana absoluta —su plenitudo potestatis— sobre la Cristiandad, hizo pública la decretal Vergentis in senium en la que proclamó la herejía como un crimen de lesa majestad, el crimen supremo según el derecho romano, por lo que la herejía de noción teológica se transformaba en noción jurídica. Así «declarando a los herejes culpables del crimen de lesa-majestad eterna, se investía en efecto al papa de esta majestad que se encontraba lesionada, majestad de un nuevo tipo, cristianizada, superior a la majestad temporal de la que podían enorgullecerse el emperador o los reyes. La noción de majestad eterna o divina, introducida a propósito de la persecución de los heréticos, ponía así el derecho romano al servicio de un poder fundado sobre la función suprema de defensa de la fe cristiana». La consideración de la herejía como un crimen de lesa majestad se basaba en la idea de que «cuando un hereje se colocaba fuera de la comunión eclesial, se constituía al mismo tiempo fuera de la sociedad».
La equiparación de la herejía con el delito de lesa majestad fue confirmada en el IV Concilio de Letrán de 1215 y a partir de entonces los heréticos recibieron el mismo tratamiento penal que el derecho romano reservaba a los infames. En 1200 el rey de Francia Felipe II Augusto hizo quemar a ocho cátaros en Troyes y luego a un grupo de seguidores de Amaury de Chartres, incluyendo mujeres y clérigos, «obrando en en ello como rey cristianísimo y católico». En los sínodos de Aviñón (1209), de Montpellier (1215), de Narbona (1227) y de Tolosa (1229) se inculcó a los obispos el deber de denunciar a los herejes y de llevarlos ante la autoridad civil para que esta les aplicara la debita poena, la muerte en la hoguera. Además se les derrumbaban sus casas y se les confiscaban sus bienes. «A los arrepentidos, a quienes se les perdonaba la vida, quedaban excluidos de los cargos públicos y habían de llevar por toda la vida sobre el hábito dos cruces para que pudieran ser reconocidos». Por esos mismos años el emperador Federico II establecía la quema en la hoguera como «castigo ejemplar» para los herejes, aunque «no le movían puros motivos religiosos; más le importaba, siguiendo el ejemplo de los antiguos emperadores romanos, sobreponerse al dominio del pontificado constituyéndose en defensor único de la Cristiandad y juntamente disponer a su antojo de sus vasallos, a quienes arbitrariamente podía castigar y hasta llevarlos a la muerte por un pretendido crimen de herejía».

## El nacimiento de la inquisición pontificia

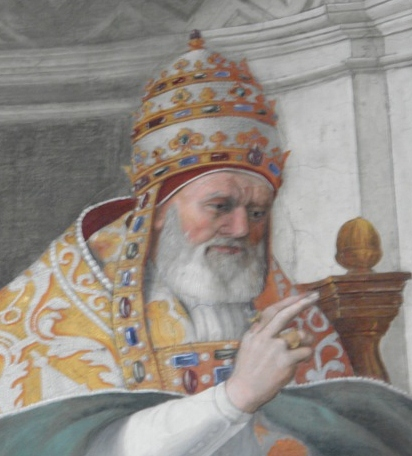
Papa Gregorio IX.

La consideración de que los tribunales episcopales comunes habían fracasado en la erradicación de la herejía, llevó al papa Gregorio IX a promulgar en 1231 la decretal Ille humani generis por la que otorgaba al convento de la orden de los dominicos de Ratisbona el poder de crear un tribunal inquisitorial. Con esta decretal se creó «un nuevo tipo de funcionario, un investigador cuya autoridad derivaba directamente del papa, de cuya decisión no había apelación y que actuaba de acuerdo con el modo eclesiástico tradicional del procedimiento inquisitorial». Otra razón para la creación de la inquisición pontificia pudo ser evitar la «exagerada intromisión del poder civil en materia religiosa».
Así fue como nació la inquisición pontificia, una institución eclesiástica judicial que tiene como misión investigar (inquirere en latín) allí donde hayan surgido grupos heréticos para corregir su «error» mediante la persuasión, la confesión y la penitencia y si persistieran en el mismo apartarlos del «pueblo cristiano» entregándolos al brazo secular, a las autoridades civiles, porque la herejía era considerada un delito de lesa majestad y como tal debía ser castigado.
La inquisición nace para hacer frente a las dos herejías más importantes de los siglos XII y XIII —la albigense, muy extendida por el Languedoc, y la valdense—, que cuestionaban la Potencia divina —al defender el dualismo que propone que el bien y el mal son dos entidades distintas y antagónicas— y el papel institucional de la Iglesia —al negar su monopolio de la predicación de la verdad cristiana o al rechazar determinados sacramentos—.
En cuanto a los reinos cristianos de la península ibérica, la inquisición pontificia sólo se instauró en la Corona de Aragón donde los dominicos catalanes Raimundo de Peñafort y Nicholas Eymerich fueron destacados miembros de la misma. En cambio, en la Corona de Castilla nunca se estableció porque, según Henry Kamen, «los obispos y los tribunales eclesiásticos se habían bastado más que de sobras para reprimir cualquier herejía». La nueva inquisición papal apuesta por el poder de la predicación para convencer a los herejes de su «error», pero sin olvidar los medios coercitivos judiciales para que el hereje confiese en público, delante de un tribunal, su delito. Por tanto, la actividad de los inquisidores es a la vez pastoral y represiva, de ahí que el papa nombre como inquisidores a miembros de las nuevas órdenes mendicantes, franciscanos y dominicos, especialmente estos últimos, que precisamente son los grandes especialistas de la palabra.
Los inquisidores dependen directamente del papa y las autoridades eclesiásticas locales no tienen jurisdicción sobre ellos. Esto es lo que diferencia a la inquisición pontificia de la inquisición episcopal, ya que ellos representan por delegación papal una potencia absoluta, la de Dios. Y esto es lo que permite que el inquisidor actúe de oficio, sin que sea necesario que exista una acusación, dando nacimiento al proceso inquisitorial que tendrá una enorme influencia en los sistemas penales contemporáneos.

## El proceso

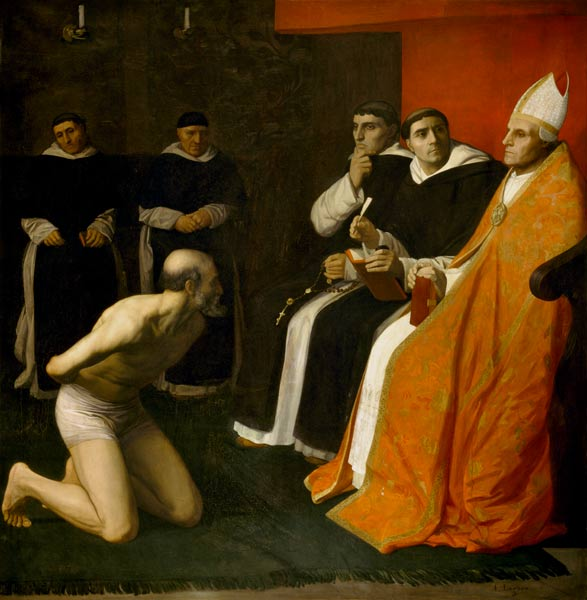
Escena de la Inquisición por Alphonse Legros en la que se muestra a un acusado confesando su herejía

### El procedimiento
Partiendo del principio de que no es necesario acusador, una sospecha o una denuncia suelen ser los motivos para que el inquisidor abra un proceso, es decir, investigue, encueste, inquirere. De esta forma se rompía con las normas procesales que imperaban en la Edad Media ya que la función primordial de la justicia era entonces resolver conflictos entre dos personas o entre dos grupos, por lo que siempre era necesario un acusador para iniciar el proceso, y el juez era un árbitro del mismo. La forma diferente de actuar del inquisidor derivaba del derecho romano que consideraba el crimen como una amenaza a la res publica, y la herejía la Iglesia la había declarado el más horrible de los crímenes, el crimen de lesa majestad, por lo que podía actuar de oficio en defensa del «orden sagrado» y de la Iglesia.
La tarea del inquisidor entrañaba una gran dificultad porque antes de juzgar al criminal debía identificar y calificar el crimen, es decir, si se encontraba ante un caso de herejía, un concepto, por otro lado, de contornos imprecisos. Así el inquisidor debía llegar a conocer la verdad a través de su investigación, de su inquisición, para sobre ella fundamentar la sentencia. Y para ello, como su propósito era defender la majestad, principio tomado del derecho romano, podía franquear las protecciones judiciales que se daban a los encausados para que pudieran defenderse de forma equilibrada, propias de los procesos acusatorios, y «apoyarse sin vergüenza en denuncias, callarse el nombre de los testigos de cargo, acelerar el procedimiento y utilizar el secreto y la tortura para conseguir una confesión, puesto que la confesión confirmaba lo que la investigación confiada a un juez experto había dejado vislumbrar…».
Aunque el fundamento del proceso inquisitorial es el derecho romano, los clérigos medievales lo modificaron en varios puntos, sin olvidar sin embargo las reglas del sistema acusatorio. Una de las modificaciones más importantes procedía de la costumbre monástica de la «corrección fraternal», según la cual los monjes estaban obligados a denunciarse mutuamente cuando incumplían la regla de la orden, y que se extendió al conjunto de los creyentes, a los que se conminaba en las predicaciones a que delatasen las faltas de los otros o las de uno mismo. Este llamamiento y las denuncias a que daba lugar constituían la «inquisición general», que daba paso a la «inquisición especial» dirigida contra un número determinado de sospechosos. «Desde los años 1245-1246 se ve así a los inquisidores Bernard de Caux y Jean de Saint-Pierre interrogar a cerca de 5.500 personas originarias de un centenar de parroquias del Lauragais, en el territorio albigense, para localizar a los heréticos».

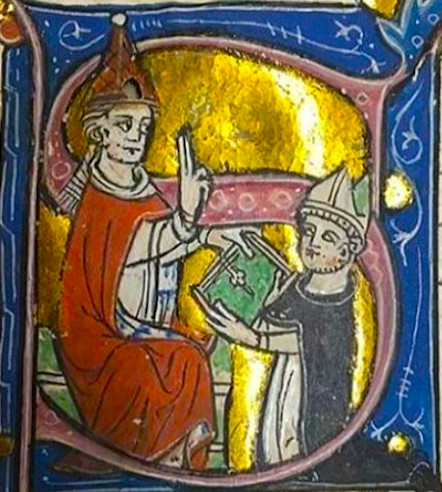
El papa Juan XXII bendiciendo a Bernardo Gui.

Algunos inquisidores ponen por escrito sus experiencias elaborando así unos «manuales de inquisidores» que servirán de guía al resto. El predicador e inquisidor dominico Étienne de Bourbon redacta en Lyon al final de su vida (entre 1250 y 1261) un «Tratado de diversas materias a predicar» en el que hace un listado de los vicios, entre los que incluye la herejía, que según él es producto del pecado capital del orgullo. A principios del siglo XIV la lista de los «errores» de los heréticos de Etienne de Bourbon será recogida por Bernardo Gui en su famoso Manual de inquisidores. En 1375 el catalán Nicholas Eymerich escribió otro famoso manual de inquisidores titulado Directorium Inquisitorum en el que entre otras cosas proporcionaba una serie de «ardides» para confundir al acusado y hacerlo hablar:

El inquisidor leerá, o hará leer, las declaraciones de los testigos, pero callará los nombres, de manera que el herético se sepa confundido. […] El inquisidor cogerá el dosier del acusado, y lo hojeará en todos los sentidos, y después dirá: Está claro que mientes y que soy yo quien tiene razón… ¡Pero que el inquisidor permanezca en guardia, al proceder así, de no retrasarse demasiado en ocuparse de los detalles, por miedo a que el herético pueda adivinar que el inquisidor ignora los hechos, en realidad!  Que se ocupe de generalidades. Que diga, por ejemplo: !Se sabe donde estabas y con quien y cuando, y lo que decías! Y que mezcle a la vez cosas de las que está seguro.

Si el herético mantiene sus negaciones, el inquisidor fingirá que tiene que marcharse para mucho tiempo, y le dirá un poco después: Mira, yo tengo piedad de ti… Yo querría verdaderamente que confesaras para poder acabar con tu asunto, y no dejarte así entre rejas. ¡Porque estás delicado y puedes caer enfermo! […] Me obligas a dejarte en prisión hasta mi vuelta… ¡Esto me da pena, sabes, porque no sé cuando volveré!.

### Diferencias con el procedimiento de los tribunales seculares
Según Edward Peters, el procedimiento desarrollado por la inquisición pontificia modificó el proceso inquisitivo, tal como era aplicado por los tribunales seculares, en varios aspectos fundamentales: «la disposición a ocultar los nombres y lo esencial del testimonio de los testigos»; «la restricción habitual del asesoramiento del acusado»; «la admisión del testimonio de testigos incompetentes: partes interesadas, los declarados infames, los ya convictos por perjurio, etc.»; «el relajamiento de las reglas sobre las pruebas y el mayor peso dado a algunos indicia, particularmente en el ámbito de las expresiones faciales, la conducta, el aparente nerviosismo, etc.»; «la política de engañar al acusado introduciendo espías en su celda, haciéndole promesas de indulgencia y desarrollando un sistema de formas cuidadosamente ideadas de interrogatorios que eran mucho más amplias que las prescritas en el procesamiento inquisitorial ordinario»; «la categoría de grados de sospecha en que se tenía a los herejes acusados; esos grados determinaban la intensidad del procedimiento usado contra ellos». En los siglos siguientes algunas de estas modificaciones del proceso inquisitivo se acabaron trasladando a los tribunales seculares.

### La tortura

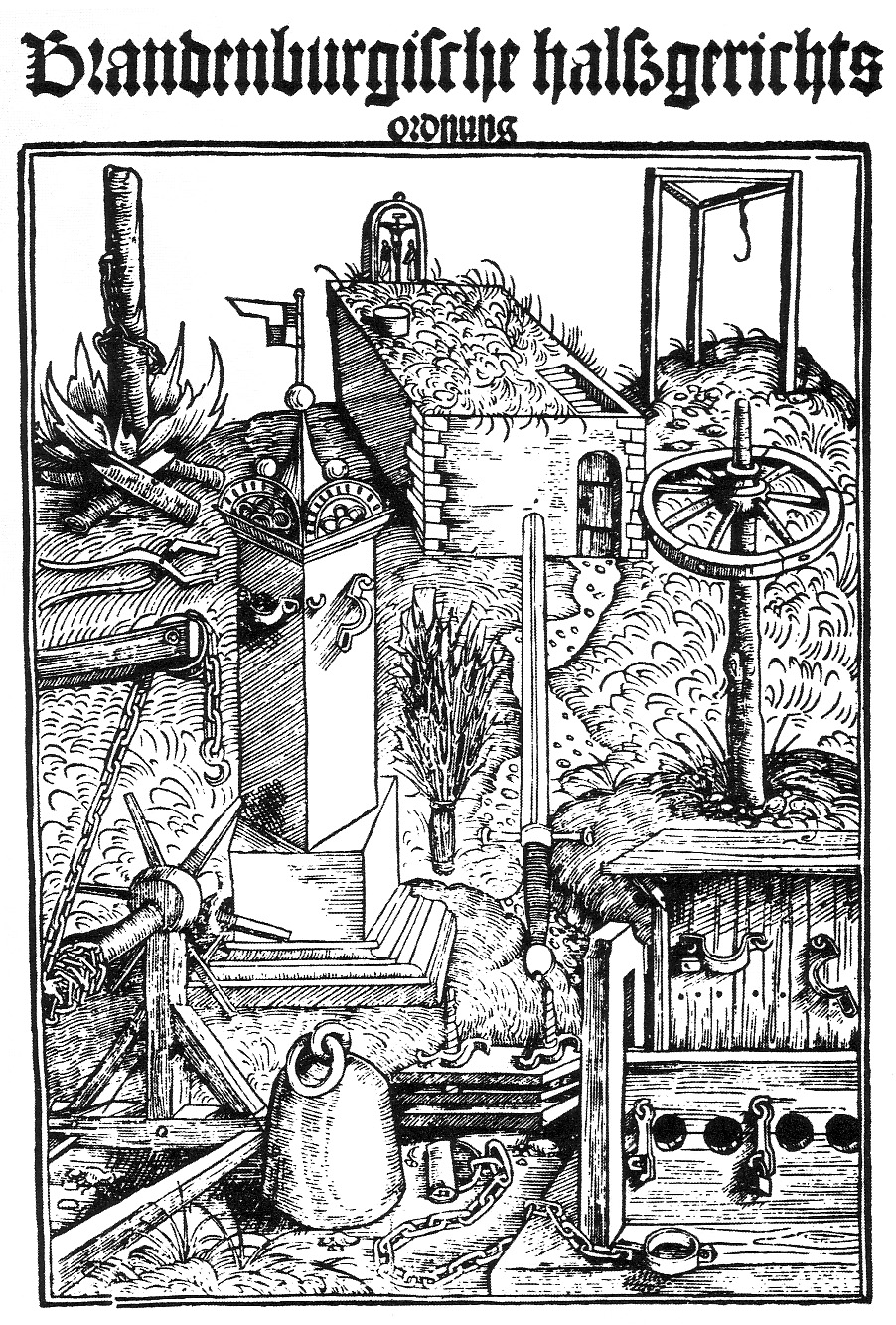
Instrumentos de tortura de Nuremberg. Grabado de Erhard Schön (hacia 1500)

Originariamente los inquisidores no estuvieron autorizados a utilizar la tortura contra los herejes, pero en 1254 el papa Inocencio IV promulgó la constitución Ad extirpanda en la que se decía:

Además, el funcionario o Rector debe obtener de todos los heréticos que ha capturado una confesión por la tortura sin dañar el cuerpo o causar peligro de muerte, pues son, en verdad ladrones y asesinos de almas y apóstatas de los sacramentos de Dios y de la fe cristiana. Deben confesar sus errores y acusar a otros heréticos que conozcan, así como a sus cómplices, encubridores, correligionarios y defensores, así como se obliga a los granujas y ladrones de bienes mundanos a delatar a sus cómplices y confesar los males que han perpetrado.

Así pues, en 1254 el papa Inocencio IV, tras proclamar que «los heréticos eran ladrones y asesinos de almas, y que no debían ser tratados mejor que si fuesen literalmente ladrones y asesinos», legaliza y reglamenta el uso de la tortura en el proceso inquisitorial. A partir de entonces entra a formar parte del mismo, aunque no es utilizada de forma sistemática y su uso está regulado minuciosamente, cuando por ejemplo existen contradicciones entre ciertos testimonios y las primeras declaraciones del acusado.
La herejía era un delito difícil de probar y además era un delito compartido, ya que los herejes no existían individualmente, de ahí la necesidad de los inquisidores, reflejado en la propia constitución Ad extirpanda, de conseguir los nombres de los otros herejes. En el siglo XIV la jurisdicción francesa distinguía entre la question prèpartoire, la tortura aplicada para obtener una confesión, y la question préalable, la tortura aplicada después de la confesión y cuyo objetivo era obtener el nombre de los cómplices.
En el manual del inquisidor de Eymerich se dice: «Si [el herético] confiesa, perfecto. Si no, será suficiente con los otros indicios para someterlo a la cuestión y arrancarle así las confesiones por medio de la tortura». En un manual de inquisidores del siglo XV se decía:

La Iglesia tiene plenamente el derecho a torturar. La tortura sirve para extraer la verdad. Cuando el crimen de herejía sea hecho por muchos, se les torturará uno detrás de otro, comenzando por el más joven o por el que parezca el más atemorizado. Todo el mundo puede ser torturado: ninguna excepción (excepto los niños de menos de catorce años, que pueden ser golpeados únicamente con una férula). […] No se tortura al anciano decrépito ni a la mujer embarazada

Los inquisidores eran conscientes de que una persona sometida a tortura podía confesar delitos que él no había cometido con tal de acabar con el suplicio, pero la aplicaban porque la confesión era el único medio que tenían para llegar a la verdad completa, absoluta, más allá de las pruebas materiales o de las declaraciones de los testigos —aunque «lo más seguro es que [la tortura] no haga más que confirmar lo que el juez ha creído percibir a partir de su investigación preliminar, lo que es para él muy reconfortante y le da seguridad sobre sus capacidades intelectuales!»—. La obsesión por llegar a la verdad, lo que justifica según los clérigos medievales el uso de la tortura, tiene un fundamento religioso relacionado con el sacramento de la confesión: Dios lo sabe todo, es inútil mentirle.

### El castigo
Como la inquisición fue creada con la intención de «curar», la condena a la hoguera se aplicó en relativamente pocas ocasiones. Entre 1308 y 1322 Bernardo Gui, el inquisidor que retrata Umberto Eco en El nombre de la rosa, pronunció 636 condenas, de las cuales unas cuarenta fueron a la hoguera.

## La resistencia a los inquisidores

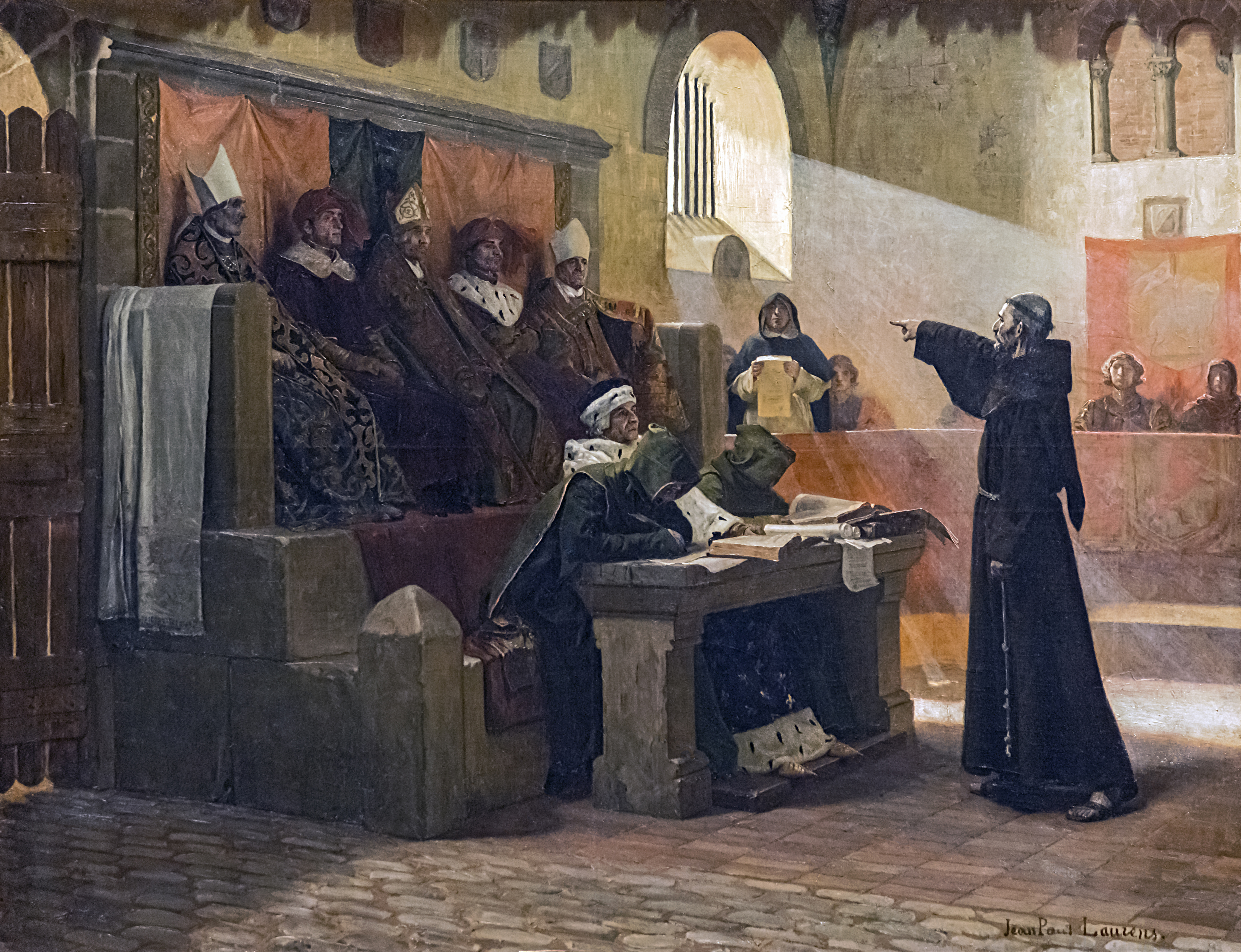
Cuadro Bernard Déliceux o L'agitateur du Languedoc de Jean-Paul Laurens (Toulouse)

Especialmente en Languedoc hubo una cierta resistencia a la actuación de los inquisidores encargados de acabar con la herejía albigense, aunque la mayoría de la población se mostró pasiva e indiferente a su misión e incluso probablemente hubo personas que la aprobaron. Esta resistencia se convirtió en un verdadero movimiento antiinquisitorial entre 1301 y 1305 encabezado por el fraile menor franciscano Bernard Délicieux, quien denunció, incluso ante el rey Felipe IV el Hermoso, los presuntos excesos de la inquisición —condena de inocentes para apoderarse de sus bienes, confesiones falsas por el uso arbitrario de la tortura, abuso sexual de las prisioneras— y de la orden de los dominicos, cuyos miembros eran los que la integraban, y negó la existencia de herejes en Languedoc. Finalmente acabó en una completa derrota porque la conjura contra el rey organizada en la ciudad de Carcasonne fue descubierta y duramente reprimida.
En las décadas anteriores se habían producido resistencias puntuales a la actuación de los inquisidores consiguiendo que éstos abandonaran a toda prisa sus ciudades y estando a punto en ocasiones de ser linchados. El primer incidente tuvo lugar en 1234, nada más fundarse la inquisición papal, en Albi, la ciudad donde había surgido la herejía albigense que llevaba su nombre. Allí el inquisidor Arnaud Cathala fue insultado, golpeado y amenazado de muerte cuando intentó desenterrar el cadáver de una difunta condenada por él como hereje a título póstumo para que fuera quemado en la hoguera —en 1302 otro inquisidor también fue obligado a abandonar la ciudad y el convento de los dominicos fue asaltado—. En 1235 en Toulouse el hermano Guillaume Arnaud fue conducido a la fuerza en procesión a las puertas de la ciudad y emplazado a no volver hasta que no hubiera renunciado al proceso inquisitorial que pretendía iniciar. Siete años después dos inquisidores fueron asesinados en una emboscada en el castillo de Avignonet, por unos nobles cercanos al conde de Toulouse. En 1305 los habitantes de Carcasonne fueron excomulgados por haber destruido las vidrieras de la iglesia de los dominicos, demolido los tejados del convento y golpeado a los frailes hasta el derramamiento de sangre. Veinte años antes cuatro prisioneros de la inquisición habían confesado su participación en un complot para destruir los registros de la Inquisición de Carcasonne.